# Gulf News
Gulf News ist ein Medienunternehmen in den Vereinigten Arabischen Emiraten mit Sitz in Dubai. Es ist in erster Line für die gleichnamige englischsprachige Tageszeitung bekannt, die es seit 1978 herausgibt.

## Geschichte
Die Zeitung wurde 1978 von Abdullah Abulhoul gegründet und erschien mit einer Auflage von 3.000 Ausgaben sechsmal in der Woche. Das Unternehmen wurde im November 1984 an die Al Nisr Publishing LLC verkauft.

## Rundfunk
Die Radiosender der Al Nisr Publishing:
Radio 1 und Radio 2 senden ihr UKW-Hörfunkprogramm aus den Studios in Al Wasl (gegenüber Business Bay) in Dubai. Es handelt sich um 24-stündige Unterhaltungsprogramme in englischer Sprache:
- 104.1/100.5 FM Radio 1:[2] Tonalität etwas konservativ aber locker, da ältere Zielgruppe, Musikfarbe: Musik aus den 80ern und 90ern, teilweise Oldies, aber auch zielgruppengerechte aktuelle Musik.

- 99.3/106 FM Radio 2:[3] Tonalität an junges Publikum gerichtet, Musikfarbe: sehr R’n’B- und Hip-Hop-lastig, generell Mainstream-Chartmusik.

Beide Programme sind in den Emiraten Dubai, Abu Dhabi, Schardscha und Adschman zu empfangen und erreichen über 1.300.000 Hörer.